# أدولفو دومينغيز جيراردو
أدولفو دومينغيز جيراردو (بالإسبانية: Adolfo Domínguez Gerardo)‏ هو لاعب كرة قدم مكسيكي في مركز الوسط، ولد في 10 فبراير 1991 في مكسيكالي في المكسيك. لعب مع نادي تولوكا.

## وصلات خارجية
- أدولفو دومينغيز جيراردو على موقع قاعدة بيانات كرة القدم.إي يو (الإنجليزية)
- أدولفو دومينغيز جيراردو على موقع AS.com (الإسبانية)